# Роже Лемер
Роже Лемер (фр. Roger Lemerre; 18. јун 1941) је француски фудбалски тренер и бивши фудбалер.

## Каријера

### Играчка каријера
У својој играчкој каријери дугој 14 година, Лемер је наступао за Седан (са којим је 1965. изгубио у финалу купа), Нант, Нанси и Ланс. У периоду између 1968. и 1971. Лемер је сакупио 6 наступа за репрезентацију Француске.

### Тренерска каријера
Од 1975. до 1978. Лемер је водио Ред Стар након чега се враћа у Ланс у којем је завршио играчку каријеру и који је водио једну сезону. Након тога Лемер две године води ФК Париз а после такође две године Стразбур. Сезону 1983/84. Лемер је провео у Тунису где је тренирао ФК Есперанс. Повратком у Француску поново преузима Ред Стар.
Након тога Рож Лемер је десет година (1986–1996) водио француску војну репрезентацију са којом је освојио Светско првенство 1995.
Године 1997. Лемер пред крај сезоне накратко преузима Ланс којег спашава од испадања из прве лиге.
Следеће године Лемер постаје асистент француском селектору Еме Жакеу а Триколори те године освајају Светско првенство на домаћем терену. Након Жакеове оставке по завршетку турнира, Лемер преузима кормило репрезентације са којом наставља одличан низ, додавши светском и европску титулу на ЕУРО 2000.
Након што Француска на Светском првенству 2002. није успела да прође групу са два пораза и једним нерешеним, Лемер је смењен од стране француског фудбалског савеза.
С друге стране, фудбалски савез Туниса је ускоро ангажовао Лемера као новог националног селектора. Тако их је Лемер предводио до освајања Афричког купа нација 2004. те у квалификацијама за Светско првенство 2006. као и на самом турниру. Лемер је отпуштен у фебруару 2008. након што је Тунис исте године изгубио у четвртфиналу Афричког купа нација.